# Sofie Riise Nors
Sofie Riise Nors (født 17. oktober 1994 i Ubberud) er en dansk illustrator, forfatter, tegneserieskaber, satiriker, feminist, memekonto-administrator og foredragsholder. Hun er kendt fra Instagram-profilen @waginapineapple, hvor hun levererede feministisk og normkritisk satire. Instagram-profilen har skiftet navn til @sofieriisenors. Nors advokerer for, at kvinder skal tage retten til at dyrke det feminine og sexede uden skam, og at jo flere kvinder, der kræver deres ret til at fylde meget og tager plads, des mere normalt bliver det, at kvinder fylder meget.

## Opvækst, uddannelse og tidlig karriere
Sofie Riise Nors er født og opvokset i Ubberud på Fyn, hvor hendes unge år gik med at se Boogie-listen og lege med Bratz-dukker. Hendes idoler var sexede og hyperfeminine popstjerner som Britney Spears, The Pussycat Dolls, Christina Aguilera som var typiske for 00'erne. Sofie Riise Nors' feminisme startede, da hun som 15-årig af sin moster, forfatteren Dorthe Nors, blev gjort opmærksom på de danske mediers fokus på, hvordan Danmarks første kvindelige statsminister, Helle Thorning-Schmidt, kunne være mor og statsminister på samme tid – et spørgsmål, som Dorthe Nors ikke kunne forestille sig, ville blive stillet til en mand.
I 2014 startede Sofie Riise Nors på Designskolen Kolding, hvor hun læste en bachelor i kommunikationsdesign. Årene på designskolen var også præget af en feministisk verdensforståelse og det kom blandt andet til udtryk gennem slutshaming-spillet Skam dig!, som Sofie Riise Nors udviklede på uddannelsen. Sofie Riise Nors dimitterede fra Designskolen Kolding i 2017.
Sofie Riise Nors blev under uddannelsen på Designskolen Kolding kontaktet af komiker-duoen Ditte & Louise, bestående af Ditte Hansen og Louise Mieritz, som var blevet bekendt med Nors' arbejde gennem hendes Instagramprofil, der dengang hed @waginapineapple. Denne kontakt førte til at Sofie Riise Nors fik til opgave at illustrere Ditte og Louise's bog Gode kasser (Gyldendal, 2019).

## @waginapineapple
@waginapineapple var Sofie Riise Nors' feministiske og normkritiske meme-profil på Instagram. Profilen havde over 26.000 følgere hvor 87% er angivet som "kvinder". Indholdet på meme-profilen var Sofie Riise Nors reproduktioner af populære memes med en karakteristisk "grim" streg – et kunstnerisk greb, som hun brugte meget bevidst i sit opgør med samfundets perfekthedsforventninger til kvinder. Men stregen er også grunden til megen kritik fra især mandlige anmeldere.
I 2022 ændrede Sofie Riise Nors brugernavnet fra @waginapineapple til @sofieriisenors.

## Sexmagasinet vol. 1
I maj 2021 debuterede Sofie Riise Nors som tegneserieforfatter med Sexmagasinet vol. 1, en graphic novel, der blev udgivet på Cobolt. Sexmagasinet vol. 1 er en feministisk graphic novel, der behandler tematikker som kvindelig seksualitet og skam, det mandlige blik, femininitet, hyperfemininitet, erotisk kapital og sexarbejde. For Nors er det, at hun som kvinde indtager en plads i tegneserieverdens mandsdominerede rum et feministisk opgør i sig selv. I forbindelse med udgivelsen af Sexmagasinet vol. 1 optrådte Sofie Riise Nors sammen med sociolog og forfatter Cecilie Nørgaard i DR-programmet Deadline d. 3. juni 2021, der havde overskriften "Deadline: Pussy power eller kønsneutral?". Den 3. juni 2021 blev Sexmagasinet vol. 1 anmeldt i Politiken af anmelderen Felix Rothstein, og den 9. juni 2021 blev bogen anmeldt i Dagbladet Information af Matthias Wivel.
I november 2021 blev Sexmagazinet vol. 1 offentliggjort i et web-serie format på Aller Medias app Ally.

## Andre aktiviteter
I sommeren 2020 var Sofie Riise Nors én ud af syv illustratorer, der af Statens Museum for Kunst blev inviteret til at puste nyt liv i gipsskulpturerer i Den Kongelige Afstøbningssamling ved at fortolke en selvvalgt skulpturs baggrundshistorie igennem en tegneserie. Inspirationen for Sofie Riise Nors' tegneserie var Giovanni Lorenzo Berninis portrætbuste af Constanze Piccolomini Bonarelli. I forbindelse med opgaven producerede Statens Museum for Kunst en video, hvor Sofie Riise Nors fortæller om de tanker, hun har gjort sig om skulpturen og i sit arbejde med fortolkningen.
I oktober 2020 var Sofie Riise Nors inviteret til en samtalesalon arrangeret af Talk Town, der blev afholdt i LiteraturHaus. Her diskuterede hun i selskab med blandt andre Molly Mørch, Sara Koppel og Anne Mette Kærulf Lorentzen hvordan kvinders frigørelse fra kønsroller og seksualnormer kan behandles igennem litteratur.
I februar 2021 medvirkede Sofie Riise Nors i DR3 videoserien "Upcoming - de næste stjerner" i afsnit 19, hvor hun fortæller om memes og sit arbejde som feministisk satiriker.
Sofie Riise Nors har været gæstelærer på Krabbesholm Højskole, hvor hun har undervist eleverne i at give slip på kontrollen og turde tegne skævt og grimt. Hun har deltaget som paneldeltager ved flere talks ved den feministiske festival Talk Town i både 2019 og 2021.

### Graphic novels
- Sexmagasinet vol. 1, Forlaget Cobolt (2021) ISBN 9788770858601
- Jeg var din muse, Forlaget Cobolt (2024) ISBN 9788775880478

### Illustration
- Gode kasser, Gyldendal, (2019) ISBN 9788702259445

## Medieoptrædener

### Radio
- Radio Loud, ALL CAPS: #28 det perfekte liv i pulverform, Fie Laursens' profil, digte og feministiske håndtegnede memes Arkiveret 9. juni 2021 hos  Wayback Machine, 4. november 2020
- Radio Loud, Udråb: Vi skal re-claime sminkedukken!, 7. maj 2021
- Radio Loud, Spejlet: #287 - Sofie er kvinden bag Waginapineapple, 20. maj 2021
- DR P3, Soft Spot: Slutty eller seriøs?, 20. maj 2021
- DR P1, Kulturen på P1 - 27. maj 2021 Arkiveret 9. juni 2021 hos  Wayback Machine, 1:18:43-1:30:24, 27. maj 2021
- Radio Loud, ALL CAPS: Sexmagasinet Vol. 1 // Kontroller influenceres liv med NewNew // 10 bud til god tone fra DUF!, 4. juni 2021
- DR P1, Bogselskabet med Sofie Riise Nors, 28. august 2021
- DR P3, Hjerteflimmer for voksne: Wagina Pineapple AKA Sofie Riise Nors & Jesper Nøddesbo, 22. februar 2022
- DR P3, Hjerteflimmer for voksne: Sofie Riise Nors og Kristian Ibler, 4. september 2023
- DR P1, Kulturen på P1: Kvinde (?) kend din krop og erotisk kapital, 22. april 2024

### Video
- Statens Museum for Kunst, Tegneserier på Den Kgl. Afstøbningssamling: Sofie Riise Nors fortolker Constanza Bonarelli, 16. juli 2020
- DR3, Upcoming - de næste stjerner: Sofie gik viralt med meme efter ubehagelig oplevelse Arkiveret 26. august 2021 hos  Wayback Machine, 21. februar 2021
- Deadline, "Deadline: Pussy power eller kønsneutral?", 3. juni 2021